# Gomme xanthane
La gomme xanthane est un polyoside obtenu à partir de l'action d'une bactérie, la Xanthomonas campestris. Elle est soluble à froid et est utilisée comme additif alimentaire   sous le code E415 pour ses propriétés épaississantes et gélifiantes afin de modifier la consistance des aliments.
Le xanthane est l'un des exopolysaccharides excrétés par divers microorganismes du sol (bactéries notamment). Il joue un rôle important, à l'échelle moléculaire, dans la formation et la conservation des sols, tout comme le dextrane, le rhamsane ou les succinoglycanes.

## Histoire
La gomme xanthane a été découverte dans les années 1950 par Allene Rosalind Jeanes du département américain de l'agriculture, lors de la recherche sur les biopolymères et leurs utilisations potentielles. 
Elle a été commercialisée dans les années 60 par l'entreprise Kelco Company sous la marque Kelzan.
Depuis, elle est acceptée comme un additif alimentaire sans danger pour la consommation par les États-Unis, le Canada et l'Europe.
En 1986, le JECFA a établi une dose journalière admissible (DJA) non spécifié pour la gomme xanthane indiquant que son utilisation dans les aliments dans les proportions requises pour obtenir l'effet désiré ne présente pas de danger pour la santé humaine.

## Structure et propriétés

### Structure
La gomme xanthane est un polyoside ramifié. Il est constitué d'une combinaison de résidus de quatre composés : le D-glucose, le mannose, l'acide glucuronique  et l'acide pyruvique.

### Propriétés chimiques
Contrairement aux autres gommes naturelles, la gomme xanthane est stable en milieu acide.

### Propriétés physiques
La gomme xanthane est une poudre blanchâtre insipide. Elle est soluble à froid dans l’eau, dans le lait et insoluble dans l'alcool.

### Autres propriétés
La gomme xanthane est une gomme à fort pouvoir épaississant et suspensif, qui permet l'obtention de solutions à forte viscosité. Ces suspensions sont très peu influencées par la température et supportent très bien la congélation et la décongélation. Elle possède une faible synergie avec la gomme de guar[réf. nécessaire].

## Utilisation
Comme la gomme arabique, la gomme xanthane est utilisée comme liant et épaississant dans les sauces chaudes, vinaigrette, crèmes. Elle est également présente dans certaines glaces.

### Réglementation
La gomme xanthane est classée parmi les stabilisants et épaississants par le codex alimentarius qui en a défini le niveau maximal dans une large gamme de produits alimentaires.
En Europe, la directive 95/2/CE relative aux additifs alimentaires autres que les colorants et les édulcorants autorise l'utilisation de cette gomme (E415) pour ses propriétés épaississantes dans les aliments en général, sans concentration maximale (quantum satis). Cependant, l'usage n'est pas autorisé dans les poudres et la production de denrées alimentaires déshydratées dont la réhydratation s’effectue au moment de l’ingestion. Elle est autorisée comme support et solvant (10 g·kg-1, seule ou en mélange), dans les aliments pour nourrissons (aliments de sevrage 10 g·kg-1, aliments à base de céréales sans gluten 20 g·kg-1), ainsi que dans les préparations pour enfants en bas âge à des fins médicales spéciales (concentration maximale 1,2 g·L-1).

## Synthèse et production
La gomme xanthane, avec un haut poids moléculaire, est obtenue par l'action fermentive d'une bactérie, la Xanthomonas campestris, sur un substrat hydrocarboné (exemple : amidon de maïs, glucose, saccharose). Le mélange obtenu est purifié avec de l'éthanol ou de l'isopropanol, séché et moulu. Des sels neutres sodiques, potassiques ou calciques sont aussi produits pour des fins commerciales.

## Santé
Une évaluation des travailleurs exposés à la poussière de gomme de xanthane a trouvé des preuves d'un lien avec des symptômes respiratoires (Irritation du nez et de la gorge sans perte de la capacité pulmonaire chronique).
Le 20 mai 2011, la FDA a publié un communiqué de presse sur SimplyThick, un additif épaississant alimentaire contenant de la gomme xanthane comme ingrédient actif, avertissant les parents, les soignants et les prestataires de soins de santé de ne pas donner SimplyThick aux enfants prématurés.
Selon un examen de la sécurité réalisé en 2017 par un groupe scientifique de l'Autorité européenne de sécurité des aliments (EFSA), la gomme xanthane (numéro d'additif alimentaire européen E 415) est largement digérée pendant la fermentation intestinale et ne provoque aucun effet indésirable, même à des quantités élevées. Le groupe scientifique de l'EFSA n'a constaté aucune inquiétude quant à la génotoxicité résultant d'une consommation à long terme. L'EFSA a conclu à l'absence de problème de sécurité pour la population générale lorsque la gomme xanthane est consommée comme additif alimentaire.
L'emploi de la gomme xanthane est interdit dans certaines confiseries à cause d'un risque d'étouffement, notamment pour les enfants et les personnes âgées. Comme pour les autres gommes, des inconforts gastro-intestinaux peuvent être occasionnés par une consommation importante ou en combinaison avec d'autres gommes (ballonnements, flatulences, effet laxatif).

### Effets sur le microbiome intestinal
Dans une étude réalisée en 1993, un groupe de 18 volontaires a reçu 15 grammes de gomme de xanthane par jour pendant 10 jours. À ce niveau de consommation, la gomme de xanthane a montré de forts effets laxatifs, augmentant la production et la fréquence des selles, mais avec des effets variables sur le temps de transit gastro-intestinal. Avant le début des prises de 15 grammes de xanthane quotidiennes, seules 12 des 18 personnes avaient des bactéries dans leurs selles capables de dégrader la gomme xanthane, mais après les essais, 16 des 18 volontaires dégradaient la gomme xanthane. Les auteurs concluent à une adaptation des microbes gastro-intestinaux (connus collectivement sous le nom de microbiome intestinal) à la consommation de gomme xanthane. 
En 2022, les scientifiques ont découvert qu'un microbe de la famille des Ruminococcaceae, présent dans les échantillons de selles humaines, était capable de dégrader la gomme xanthane. Contrairement aux microbes du sol qui éliminent le mannose avant de dégrader le polymère, les Ruminococcaceae possèdent une enzyme capable d'hydrolyser directement la gomme xanthane. Les auteurs ont également découvert deux autres microbes du genre Bacteroides capables de se développer sur les oligosaccharides de la gomme xanthane produits par les enzymes des Ruminococcaceae. Lorsque les auteurs ont recherché ces microbes consommateurs de gomme xanthane dans les données accessibles au public, ils ont constaté que les microbiomes des personnes vivant dans les pays industrialisés abritaient couramment ces microbes, mais qu'ils étaient indétectables dans plusieurs populations de sociétés préindustrielles ou de chasseurs-cueilleurs. Ces expériences suggèrent que la consommation de gomme xanthane peut modifier le microbiome d'un individu et peut avoir des effets à plus long terme sur les microbiomes humains à l'échelle de la population non identifiés.